# 中原徳太郎

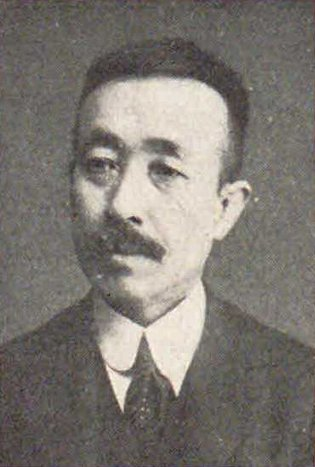
中原徳太郎

中原 徳太郎（なかはら とくたろう、明治4年7月20日（1871年9月4日） - 昭和2年（1927年）11月17日）は、日本の衆議院議員（憲政会→立憲民政党）、整形外科医。日本医科大学学長。憲政会幹事長を歴任。

## 経歴
京都出身。1900年（明治33年）、東京帝国大学医科大学を卒業後、同大学助手に任命されたが、楽山堂病院副院長に転じた。日露戦争中は陸軍篤志医員として活動した。1907年（明治40年）、ドイツに留学し、医学博士の学位を得た。1914年（大正3年）、楽山堂病院を辞職して、中原病院を開いた。
同年、日本医学専門学校教授に就任し、1918年（大正7年）に校長になった。1926年（大正15年）に日本医学専門学校が日本医科大学に昇格すると、引き続き学長を務めた。
1923年（大正12年）、衆議院議員補欠選挙に当選。翌年の第15回衆議院議員総選挙で再選された。